# Eduard Krebsbach
Eduard Krebsbach (Bonn, 8 augustus 1894 - Landsberg am Lech, 28 mei 1947) was in de Tweede Wereldoorlog arts in het concentratiekamp Mauthausen.
Krebsbach studeerde aan de universiteit van Bonn, en werkte daarna jaren als kinderarts en bedrijfsarts. In 1937 werd hij lid van de Schutzstaffel (SS). Hij klom gedurende de oorlog op tot de rang van SS-Obersturmbannführer (luitenant-kolonel).
Vanaf de herfst van 1941 was Krebsbach Standortarzt in Mauthausen, en onder zijn leiding begon het stelselmatig vermoorden van zieken door injecties in het hart. Hierdoor verkreeg hij de bijnaam Spritzbach. Twee jaar later werd hij overgeplaatst naar het concentratiekamp Kaiserwald, waarschijnlijk omdat hij een Wehrmachtsoldaat die zijn nachtrust verstoorde had neergeschoten. Hij was vervolgens enige tijd werkzaam in Estland, Letland en Litouwen, en verzocht overplaatsing naar de Wehrmacht.
In 1944 zwaaide hij af, en werkte vervolgens als bedrijfsarts bij een spinnerij in Kassel.
Na het einde van de oorlog werd Krebsbach gearresteerd en op 13 mei 1945 door een Amerikaans gerechtshof in Dachau ter dood veroordeeld. Op 28 mei 1947 werd het vonnis voltrokken in Landsberg am Lech.

## Militaire loopbaan
- SS-Untersturmführer: november 1938
- SS-Obersturmführer:
- SS-Hauptsturmführer:
- SS-Sturmbannführer der Reserve: 9 november 1942[2]
- SS-Obersturmbannführer: 1943

## Lidmaatschapsnummers
- NSDAP-nr.: 4 142 556[2]
- SS-nr.: 106 821[2]

## Onderscheidingen
- IJzeren Kruis 1914, 2e Klasse[2]
- Landesorden[2]
- Erekruis voor Frontstrijders in de Wereldoorlog[2]
- SS-Ehrenring[2]